# Altiverruca bicornuta
Altiverruca bicornuta är en kräftdjursart som först beskrevs av Henry Augustus Pilsbry 1916.  Altiverruca bicornuta ingår i släktet Altiverruca och familjen Verrucidae. Inga underarter finns listade i Catalogue of Life.